# Ilha da Convivência
Ilha da Convivência är en ö i Brasilien.   Den ligger i delstaten Rio de Janeiro, i den sydöstra delen av landet, 1 000 km sydost om huvudstaden Brasília. Arean är 5,2 kvadratkilometer.
Terrängen på Ilha da Convivência är mycket platt. Öns högsta punkt är 15 meter över havet. Den sträcker sig 3,5 kilometer i nord-sydlig riktning, och 3,1 kilometer i öst-västlig riktning.